# جوستنيانو بارتيتشبازيو
جوستنيانو بارتيتشبازيو (بالإيطالية: Giustiniano Participazio)‏ (توفي 829) كان الدوق الحادي عشر (تقليديًا) أو التاسع (تاريخيًا) على البندقية منذ 825م وحتى وفاته. كانت سنواته الأربع في الحكم حافلة بالأحداث. جعل منه الإمبراطور البيزنطي ليو الأرميني هيباتوس.